# Саскачеванская транспортная компания
Саскачеванская транспортная компания (англ. Saskatchewan Transportation Company, STC) — государственное предприятие в канадской провинции Саскачеван, занимавшаяся автобусными и грузовыми перевозками, составлением маршрутов общественного транспорта для пассажиров в период с 1946 по 2017 год. Была создана королевским указом в Совете и занималась, в основном, перевозками между крупными городами с высокой доступностью для сельского населения. В транспортную сеть, обслуживаемую компанией, входили 275 населённых пунктов, а в сутки автобусы STC проезжали 5 миллионов километров. Обладая статусом королевской корпорации, вела коммерческую деятельность, но входила в состав Crown Investments Corporation, полностью подконтрольной местному правительству.
Из-за постепенного, 20-летнего снижения пассажиропотока автобусов, STC в течение многих лет сталкивалась с операционными убытками — в 2003 году компания недополучила более 2,1 миллиона долларов (разница между предположительной прибылью и фактической). Согласно ежегодному отчёту, выложенному в 2015-м, услугами воспользовались 200914 пассажиров — на 23% меньше, чем годом ранее. 22 марта 2017 года местное правительство сообщило о планах ликвидировать компанию к концу мая. Услуги грузоперевозок перестали оказываться с 17 мая, пассажиры же перестали обслуживаться с 31 мая.